# Alberto Express
Alberto Express er en fransk film fra 1990 af Arthur Joffé.

## Medvirkende
- Sergio Castellitto som Alberto Capuana
- Nino Manfredi
- Marie Trintignant som Clara
- Marco Messeri
- Jeanne Moreau
- Angela Goodwin
- Michel Aumont